# Markus Persson
Markus Alexej Persson (Stockholm, 1 juni 1979) is een Zweedse computerspelontwikkelaar, ook bekend onder zijn bijnaam Notch.
Persson is de bedenker en ontwikkelaar van het populaire en tot nu toe meest verkochte sandboxspel Minecraft.

## Levensloop
Markus Persson begon toen hij zeven jaar was met programmeren op de Commodore 128 van zijn vader. Na een tijdje geëxperimenteerd te hebben, maakte hij op zijn negende zijn eerste tekstgebaseerde avonturenspel. Hij werkte 4,5 jaar bij King.com, tot hij in 2009 stopte en programmeur werd bij Jalbum. Hij heeft ook meegewerkt aan Wurm Online, maar is daar niet meer bij betrokken. Naast dit werk heeft hij veel meegedaan aan wedstrijden, zoals de "Java 4K Game Programming Contest" en "Ludum Dare".
Persson richtte in 2009 het bedrijf Mojang AB  (wat toen nog Mojang Specifications heette) op met het geld dat hij met Minecraft had verdiend. Inmiddels verdiende hij met zijn creatie meer dan 250.000 euro per dag.
In 2014 verkocht hij het bedrijf, samen met de Minecraft-licentie, voor een bedrag van 2,5 miljard dollar aan Microsoft, waarmee Persson multimiljardair werd.
"Het voelt onwerkelijk. Ik had wel het idee dat ik van games maken kon leven, maar niet dat ik er rijk van zou worden."
In 2015 richtte Persson de spelstudio Rubberbrain op. Ondanks de investering van ongeveer € 5,9 miljoen wist het bedrijf pas in 2021 een computerspel te voltooien.
In 2024 richtte Persson een nieuwe spelstudio op, genaamd Bitshift Entertainment.

## Privé
Persson kocht in 2014 een landhuis in het Amerikaanse Beverly Hills. Van 2011 tot 2012 was hij kort getrouwd met Elin Zetterstrand, een huwelijk waaruit ook een dochter kwam.
In 2015 tweette hij dat hij zich eenzaam en geïsoleerd voelde, ondanks de kansen die zijn rijkdom hem bood.
Hij maakt ook elektronische muziek onder de naam "Markus Alexei".